# Palojärvi (Nedertorneå socken, Norrbotten)
Palojärvi är en sjö i Haparanda kommun i Norrbotten och ingår i Keräsjoki-Sangisälvens kustområde. Sjön har en area på 0,0792 kvadratkilometer och ligger 12 meter över havet.

## Delavrinningsområde
Palojärvi ingår i det delavrinningsområde (732206-186976) som SMHI kallar för Rinner mot Skomakarfjärden. Medelhöjden är 10 meter över havet och ytan är 15,58 kvadratkilometer. Det finns inga avrinningsområden uppströms utan avrinningsområdet är högsta punkten. Avrinningsområdets utflöde mynnar i havet, utan att ha någon enskild mynningsplats. Avrinningsområdet består mestadels av skog (77 procent). Avrinningsområdet har 0,08 kvadratkilometer vattenytor vilket ger det en sjöprocent på 0,5 procent. Bebyggelsen i området täcker en yta av 0,82 kvadratkilometer eller 5 procent av avrinningsområdet.